# Merindad de Valdivielso
Merindad de Valdivielso település Spanyolországban, Burgos tartományban. Merindad de Valdivielso Villarcayo de Merindad de Castilla la Vieja, Merindad de Cuesta Urria, Trespaderne, Oña, Rucandio, Los Altos és Valle de Manzanedo községekkel határos. Lakosainak száma 401 fő (2024).

## Népesség
A település népessége az utóbbi években az alábbiak szerint változott:
| Lakosok száma | 535  | 492  | 469  | 442  | 428  | 400  | 393  | 388  | 386  | 401  |
|               | 2001 | 2004 | 2006 | 2009 | 2011 | 2014 | 2016 | 2019 | 2021 | 2024 |